# گرین‌برگ
گرین‌برگ (انگلیسی: Greenberg) فیلمی در ژانر درام و کمدی به کارگردانی نوآ بامباک است که در سال ۲۰۱۰ منتشر شد.

## بازیگران
- بن استیلر
- گرتا گرویگ
- ریس ایفانز
- جنیفر جیسن لی
- مریت ویور
- کریس مسینا
- بری لارسون
- جونو تیمپل
- مارک دوپلاس
- جیک پالترو
- دیو فرانکو